# میک مگان
میک مگان (انگلیسی: Mick Meagan؛ زادهٔ ۲۹ مهٔ ۱۹۳۴) بازیکن و مربی فوتبال اهل ایرلند است.
از باشگاه‌هایی که در آن بازی کرده‌است می‌توان به باشگاه فوتبال شامروک روورز، باشگاه فوتبال هادرزفیلد تاون و اورتون اشاره کرد. وی همچنین سابقه ۱۷ بازی برای تیم ملی فوتبال جمهوری ایرلند را در کارنامه دارد.